# Gary Leonard
Gary Francis Leonard (Belleville, 16 febbraio 1967) è un ex cestista statunitense, professionista nella NBA.

## Carriera
È stato selezionato dai Minnesota Timberwolves al secondo giro del Draft NBA 1989 (34ª scelta assoluta).

## Statistiche

### College
| Anno      | Squadra         | PG  | PT | MP   | TC%  | 3P% | TL%  | RP  | AP  | PRP | SP  | PP   |
| --------- | --------------- | --- | -- | ---- | ---- | --- | ---- | --- | --- | --- | --- | ---- |
| 1985-1986 | Missouri Tigers | 34  | 20 | 20,1 | 47,5 | -   | 43,8 | 3,6 | 0,9 | 0,4 | 0,5 | 5,0  |
| 1986-1987 | Missouri Tigers | 32  | 10 | 13,0 | 53,1 | -   | 62,9 | 3,1 | 0,6 | 0,1 | 0,8 | 4,4  |
| 1987-1988 | Missouri Tigers | 29  | 1  | 11,7 | 62,8 | -   | 46,1 | 3,4 | 0,7 | 0,3 | 0,4 | 5,3  |
| 1988-1989 | Missouri Tigers | 37  | 37 | 21,0 | 59,3 | 0,0 | 57,5 | 5,5 | 0,6 | 0,5 | 1,1 | 10,4 |
| Carriera  | Carriera        | 132 | 68 | 16,8 | 56,0 | -   | 51,6 | 4,0 | 0,7 | 0,3 | 0,7 | 6,4  |